# Пшибылко-Потоцкая, Мария
Мария Хенрика Пшибылко-Потоцкая (пол. Maria Przybyłko-Potocka; 23 марта 1873, Варшава, Царство Польское, Российская империя — 30 августа 1944 , там же) — польская актриса

, театральный режиссёр

-постановщик, театральный деятель. Суфражистка.

## Биография
Обучалась в Варшавском музыкальном обществе им. Станислава Монюшко. Дебютировала в декабре 1893 года в Польском театре Познани. С 1894 года выступала в театре в Лодзи.
В 1895 году — актриса Радомского театра. В 1896—1897 годах служила в лодзинской труппе М. Воловского. В 1897—1900 годах работала в Краковском театре. В 1902 г. переехала в Варшаву и работала в государственных театрах до 1906 г. Осенью 1907 года создала собственную театральную труппу, с которой объехала все крупные города Царства Польского.
В 1900—1912 годах — актриса театра «Розмаитости», с 1913 года до конца жизни — Польского театра в Варшаве.
М. Пшибылко-Потоцкая — представительница краковской школы актёрского искусства. Наибольший успех имела в комедийном репертуаре. Мастер сценического диалога. В реалистических драмах захватывала зрителей стихийным темпераментом; в психологических пьесах — глубиной и непосредственностью чувства. Гастролировала в Москве, Петербурге, Киеве и др.
Выступала как режиссёр: «Дом женщин» З. Налковской (1930, «Польский театр»), «Вот женщина!» Моэма (1931, там же).
Погибла от взрыва бомбы во время варшавского восстания 30 августа 1944 года. Похоронена на варшавском кладбище Старые Повонзки.

## Избранные роли
- Алина, Виолетта («Балладина», «Кордиан» Ю. Словацкого),
- Анеля («Девичьи обеты» А. Фредро),
- Малка Шварценкопф, Елка, Елена (о. п., «Агасфер», «Жабуся» Г. Запольской),
- Елена («Легкомысленная сестра» В. Пежиньского),
- Жорж Занд («Лето в Ноан» Я. Ивашкевича),
- Пани («Лилии» Людвика Морстина),
- Беатриче, Порция («Много шума из ничего», «Венецианский купец» Шекспира),
- Елизавета («Дон Карлос» Ф. Шиллера),
- Сюзанна («Женитьба Фигаро» Бомарше),
- Раневская («Вишневый сад» Чехова) и др.

## Награды
- Командорский крест со звездой Ордена Возрождения Польши (посмертно, 1946)
- Офицерский крест Ордена Возрождения Польши (1938)
- Золотой Академический лавр (1937)